# Münsterschwarzacher Studien
Münsterschwarzacher Studien ist der Name einer kirchenhistorischen und theologischen Publikationsreihe. Sie wird von den Mönchen der Abtei Münsterschwarzach herausgegeben und erscheint seit 1965 im Vier-Türme-Verlag der Abtei. 

## Geschichte
Als erster Band der Münsterschwarzacher Studien erschien 1965 im 1951 gegründeten Vier-Türme-Verlag die Dissertation des Münsterschwarzacher Mönchs Godehard Joppich, die dieser an der University of Michigan verfasst hatte. Schnell etablierten sich die Münsterschwarzacher Studien als Publikationsplattform für Qualifikationsschriften, die die Mönche der Abtei verfassten. Diese Ausrichtung auf Dissertationen und Habilitationen erklärt das breite kirchenhistorische und theologische Spektrum, darunter besonders viele missionstheologische Studien, und die unregelmäßige Erscheinungsweise der einzelnen Bände. 
In neuerer Zeit wurden darüber hinaus immer wieder Arbeiten anderer Persönlichkeiten aus dem monastischen Bereich aufgenommen. Einzelne Studien wurden auch von Laien verfasst. Besondere Bedeutung haben historiografische Arbeiten, die sich mit der Geschichte der Abtei Münsterschwarzach selbst auseinandersetzen und zumeist aus Anlass von Jubiläen und Jahrestagen erscheinen. Im 21. Jahrhundert ist eine Konzentration auf kirchenhistorische Themen auszumachen.

## Reihe
- 1 Godehard Joppich: Salus carnis – Eine Untersuchung in der Theologie des Hl. Irenäus von Lyon. Vier-Türme-Verlag, Münsterschwarzach, ISBN 978-3-87868-009-3.
- 2 Ingbert Klinger: Das Prinzip der Individuation bei Thomas von Aquin – Versuch einer Interpretation und Vergleich mit zwei umstrittenen Opuscula. Vier-Türme-Verlag, Münsterschwarzach, ISBN 978-3-87868-040-3.
- 3 Sebald Hofbeck: Semeion – Der Begriff des Zeichens im Johannesevangelium unter Berücksichtigung seiner Vorgeschichte. Vier-Türme-Verlag, Münsterschwarzach, ISBN 978-3-87868-039-0.
- 4 Witmar Metzger: Der Organongedanke in der Christologie der griechischen Kirchenväter – Seine Herkunft aus der griechischen Philosophie und seine Bedeutung bei den Vätern bis Eusebius von Cäsarea. Vier-Türme-Verlag, Münsterschwarzach, ISBN 978-3-87868-012-3.
- 5 Siegfried Hertlein: Christentum und Mission im Urteil der neoafrikanischen Prosaliteratur. Vier-Türme-Verlag, Münsterschwarzach, ISBN 978-3-87868-013-0.
- 6 Dietram Hofmann: Die geistige Auslegung der Schrift bei Gregor dem Großen. Vier-Türme-Verlag, Münsterschwarzach, ISBN 978-3-87868-014-7.
- 7 Sebald Reil: Kleine Kirchengeschichte Sambias. Vier-Türme-Verlag, Münsterschwarzach, ISBN 978-3-87868-015-4.
- 8 Gregor Hucke: Das Verhältnis des Kindes zur Welt und zu Gott in Jean Paul Fr. Richters Levana oder Erziehlehre. Beitrag zur Geschichte der differenziellen Anthropologie. Vier-Türme-Verlag, Münsterschwarzach, ISBN 978-3-87868-016-1.
- 9 Simon Amon, Ulrich Märzhäuser (Hrsg.): Laeta dies – 50 Jahre Studienkolleg St. Benedikt. Ordensgeschichtliche Studien, exegetische und literarkundliche Untersuchungen. Vier-Türme-Verlag, Münsterschwarzach, ISBN 978-3-87868-017-8.
- 10 Kasimir Birk: Sigmund Freud und die Religion. Seine Religionsphilosophie und ihre Diskussion im dt. Sprachraum. Vier-Türme-Verlag, Münsterschwarzach, ISBN 978-3-87868-001-7.
- 11 Odo Haas: Paulus der Missionar – Ziel, Grundsätze und Methode in der Missionstätigkeit des Apostels Paulus nach seinen eigenen Angaben. Vier-Türme-Verlag, Münsterschwarzach, ISBN 978-3-87868-004-8.
- 12 Rhabanus Erbacher: Tonus Peregrinus – Geschichte eines Psalmtons. Vier-Türme-Verlag, Münsterschwarzach, ISBN 978-3-87868-003-1.
- 13 Pirmin Hugger: Jahwe, meine Zuflucht. Gehalt und Geschichte des Psalms 91. Vier-Türme-Verlag, Münsterschwarzach, ISBN 978-3-87868-005-5.
- 14 Frumentius Renner: An die Hebräer. Ein pseudoepigraphischer Brief. Vier-Türme-Verlag, Münsterschwarzach, ISBN 978-3-87868-002-4.
- 15 Adelhard Kaspar, Plazidus Berger: Hwan-Gab. 60 Jahre Benediktinermission in Korea und Mandschurei. Vier-Türme-Verlag, Münsterschwarzach, ISBN 978-3-87868-006-2.
- 16 Hans-Joachim Genge: Die liturgiegeschichtlichen Voraussetzungen des Lambacher Freskenzyklus. Vier-Türme-Verlag, Münsterschwarzach, ISBN 978-3-87868-049-9.
- 17 Siegfried Hertlein: Die Kirche in Tansania. Ein kurzer Überblick über Geschichte und Gegenwart. Vier-Türme-Verlag, Münsterschwarzach, ISBN 978-3-87868-008-6.
- 18 Adelhard Kaspar: Chronik der Abtei Ebrach. Geschichte des Zisterzienserklosters im Steigerwald 1127–1803. Vier-Türme-Verlag, Münsterschwarzach, ISBN 978-3-87868-041-3.
- 19 Edgar Friedmann: Christologie und Anthropologie. Methode und Bedeutung der Lehre vom Menschen in der Theologe Karl Barths. Vier-Türme-Verlag, Münsterschwarzach, ISBN 978-3-87868-045-1.
- 20 Fidelis Ruppert: Das pachomianische Mönchtum und die Anfänge klösterlichen Gehorsams. Vier-Türme-Verlag, Münsterschwarzach, ISBN 978-3-87868-044-4.
- 21 Gottfried Sieber: Der Aufbau der katholischen Kirche im Zululand. Von den Anfängen bis zur Gegenwart. Vier-Türme-Verlag, Münsterschwarzach, ISBN 978-3-87868-043-7.
- 22 Basilius Doppelfeld: Mönchtum und kirchlicher Heilsdienst. Entstehung und Entwicklung des nordamerikanischen Benediktinertums im 19. Jahrhundert. Vier-Türme-Verlag, Münsterschwarzach, ISBN 978-3-87868-063-5.
- 23 Oswald Hirmer: Die Funktion des Laien in der katholischen Gemeinde. Untersuchungen in der afrikanischen Mission. Vier-Türme-Verlag, Münsterschwarzach, ISBN 978-3-87868-052-9.
- 24 Fritz Lobinger: Katechisten als Gemeindeleiter: Dauereinrichtung oder Übergangslösung? Erfahrungen aus der Afrikamission. Vier-Türme-Verlag, Münsterschwarzach, ISBN 978-3-87868-053-6.
- 25 Aquinata Böckmann: Die Armut in der innerkirchlichen Diskussion heute. Beitrag zu einem Neuverständnis der Ordensarmut. Vier-Türme-Verlag, Münsterschwarzach, ISBN 978-3-87868-115-1.
- 26 Anselm Grün: Erlösung durch das Kreuz. Karl Rahners Beitrag zu einem heutigen Erlösungsverständnis. Vier-Türme-Verlag, Münsterschwarzach, ISBN 978-3-87868-945-2.
- 27 u. 28 Siegfrid Hertlein: Wege christlicher Verkündigung. Eine pastoralgeschichtliche Untersuchung aus dem Bereich der katholischen Kirche Tansanias. 2 Bde. Vier-Türme-Verlag, Münsterschwarzach, ISBN 978-3-87868-065-9.
- 29 Irene Dabalus: Wer ist dieser? Jesus Christus im Religionsunterricht heute. Bibeltheologische und didaktische Vorstellungen in den Handbüchern und Unterrichtsprojekten im dt. Sprachraum 1960–1972. Vier-Türme-Verlag, Münsterschwarzach, ISBN 978-3-87868-070-3.
- 30 Walbert Bühlmann: Wandlung zum Wesentlichen. Der Sinn der Evangelisierung. Vier-Türme-Verlag, Münsterschwarzach, ISBN 978-3-87868-087-1.
- 31 Benno Malfèr: Das Handeln der Christen. Theologische Ethik am Beispiel von Schleiermachers christlicher Seite. Vier-Türme-Verlag, Münsterschwarzach, ISBN 978-3-87868-104-5.
- 32 Walbert Bühlmann: Ein Missionsorden fragt nach seiner Zukunft. Überlegungen zum Dokument „Missionarisch in Leben und Wirken“ des III. Plenarrates der Kapuziner in Mattli/Schweiz. Vier-Türme-Verlag, Münsterschwarzach, ISBN 978-3-87868-114-4.
- 33 Eleutherius Stellwag: Das Ende des alten Münsterschwarzach. Die Benediktinerabtei bei der Säkularisation 1803 nach inzwischen verlorengegangenen Quellen. Vier-Türme-Verlag, Münsterschwarzach, ISBN 978-3-87868-137-3.
- 34 Christian Reisach: Das Wort und seine Macht in Afika. Probleme der Kommunikation und Information für die Verkündigung. Vier-Türme-Verlag, Münsterschwarzach, ISBN 978-3-87868-138-0.
- 35 Johannes Schmid: Im Ausstrahl der Schönheit Gottes. Die Bedeutung der Analogie „Herrlichkeit“ bei Hans Urs von Balthasar. Vier-Türme-Verlag, Münsterschwarzach, ISBN 978-3-87868-138-0.
- 36 Marc Ntetem: Die negro-afrikanische Stammesinitation. Religionsgeschichtliche Darstellung, theologische Wertung, Möglichkeit der Christianisierung. Vier-Türme-Verlag, Münsterschwarzach, ISBN 978-3-87868-150-2.
- 37 Aquinata Böckmann: Perspektiven der Regula Benedicti. Ein Kommentar zum Prolog und den Kapiteln 53, 58, 72, 73. Vier-Türme-Verlag, Münsterschwarzach, ISBN 978-3-87868-227-1.
- 38 Karl-Heinz Schell: Gemeinschaft für die Welt. Gründung, Theorie und Lebenspraxis amerikanischer Klöster benediktinischer Tradition. Vier-Türme-Verlag, Münsterschwarzach, ISBN 978-3-87868-228-8.
- 39 Basilius Doppelfeld (Hrsg.): Mönche und Missionare. Wege und Weisen benediktinischer Missionsarbeit. Vier-Türme-Verlag, Münsterschwarzach, ISBN 978-3-87868-371-1.
- 40 Michaela Puzicha: Die Regeln der Väter. Vorbenediktinische lateinische Regeltradition. Vier-Türme-Verlag, Münsterschwarzach, ISBN 978-3-87868-413-8.
- 41 Pirmin Hugger (Hrsg.): Magna Gratia. Festschrift zum 50jährigen Weihejubiläum der Abteikirche Münsterschwarzach 1938–1988. Vier-Türme-Verlag, Münsterschwarzach, ISBN 978-3-87868-453-4.
- 42 Franziskus Büll: Das Monasterium Suuarzaha. Ein Beitrag zur Geschichte des Frauenklösters Münsterschwarzach von 788(?) bis 877(?). Vier-Türme-Verlag, Münsterschwarzach, ISBN 978-3-87868-454-1.
- 43 Basilius Doppelfeld: In der Mitte: Der Mensch. Wie Afrika Entwicklung versteht. Vier-Türme-Verlag, Münsterschwarzach, ISBN 978-3-87868-502-9.
- 44 Basilius Doppelfeld: Missionarisches Mönchtum. Idee, Geschichte, Spiritualität. Vier-Türme-Verlag, Münsterschwarzach, ISBN 978-3-87868-551-7.
- 45 Jonathan Düring: Wir weichen nur der Gewalt. Die Mönche von Münsterschwarzach im Dritten Reich. Vier-Türme-Verlag, Münsterschwarzach, ISBN 978-3-87868-100-7.
- 46 Johannes Mahr: Blüte in Ruinen. Leben und Werk des Münsterschwarzacher Abtes Johannes Burckhardt (1563–1598). Vier-Türme-Verlag, Münsterschwarzach, ISBN 978-3-87868-130-4.
- 47 Basilius Doppelfeld: Mönch und Stadt. Vier-Türme-Verlag, Münsterschwarzach, ISBN 978-3-87868-186-1.
- 48 Elmar Hochholzer (Hrsg.): Benediktinisches Mönchtum in Franken vom 12. bis zum 17. Jahrhundert. Zum 400. Todestag des Münsterschwarzacher Abtes Johannes IV. Burckhardt (1563–1598). Vier-Türme-Verlag, Münsterschwarzach, ISBN 978-3-87868-173-1.
- 49 Johannes Mahr: Münsterschwarzach. 1200 Jahre einer fränkischen Abtei. Vier-Türme-Verlag, Münsterschwarzach, ISBN 978-3-87868-800-4.
- 50 Erwin Muth: Burkard Bausch: Chronist von Münsterschwarzach – Ein Mönch sieht sein Kloster. Vier-Türme-Verlag, Münsterschwarzach, ISBN 978-3-87868-175-5.
- 51 Hans Bauernfeind: Wie ein Sturmwind. Thomas Graf OSB (1902–1941). 2. Abt von Schweiklberg. Eine Schlüsselfigur in der liturgischen Bewegung. Vier-Türme-Verlag, Münsterschwarzach, ISBN 978-3-87868-176-2.
- 52 Erwin Muth: Bleibende Gemeinschaft. Das Nekrolog der Abtei Münsterschwarzach. Staatsarchiv Würzburg, Standbuch 588. Vier-Türme-Verlag, Münsterschwarzach, ISBN 978-3-87868-794-8.
- 53 Patrick Melber: Die Abteikirche zu Münsterschwarzach. Das Hauptwerk des Architekten Albert Boßlet (1880–1957) im Kontext der Geschichte. 2 Bde. Vier-Türme-Verlag, Münsterschwarzach, ISBN 978-3-87868-855-4.
- 54 Frank Höndgen: Herrliche Stadt unseres Gottes! All meine Quellen sind in dir. Die Antiphonen des muttersprachlichen Stundengebets der Abtei Münsterschwarzach. Eine Studie zur Entstehungsgeschichte und kompositorische Struktur. Vier-Türme-Verlag, Münsterschwarzach, ISBN 978-3-87868-865-3.
- 55 Franziskus Büll (Hrsg.): Magna Gratulatio. 1200 Jahre benediktinische Mönchsgemeinschaft von Münsterschwarzach. Vier-Türme-Verlag, Münsterschwarzach, ISBN 978-3-87868-899-8.[1]
- 56 Christoph Weyer: Gregorianik unterm Hakenkreuz. Über Forschung und Lehre des Gregorianischen Chorals in der NS-Zeit. Vier-Türme-Verlag, Münsterschwarzach, ISBN 978-3-89680-601-7